# The Norwood Builder
Pour plus de détails, voir Fiche technique et Distribution.
The Norwood Builder est un film britannique réalisé par George Ridgwell, sorti en 1922.

## Synopsis
Sherlock Holmes enquête sur le meurtre de James Oldacre, que John McFarlane est suspecté d'avoir commis.

## Fiche technique
- Titre original : The Norwood Builder
- Réalisation : George Ridgwell
- Scénario : Geoffrey H. Malins[1], Patrick L. Mannock[1], George Ridgwell[2], d'après la nouvelle L'Entrepreneur de Norwood d'Arthur Conan Doyle
- Direction artistique : Walter W. Murton
- Photographie : Alfred H. Moise
- Montage : Challis N. Sanderson
- Société de production : Stoll Picture Productions
- Société de distribution : Stoll Picture Productions
- Pays de production :  Royaume-Uni
- Langue originale : anglais
- Format : noir et blanc — 35 mm — 1,37:1 — Film muet
- Genre : Film policier
- Durée : deux bobines
- Date de sortie :
  - Royaume-Uni :mars 1922

## Distribution
- Eille Norwood : Sherlock Holmes
- Hubert Willis : Docteur Watson
- Teddy Arundell : Inspecteur Hopkins
- Fred Wright : James Oldacre
- Cyril Raymond : John McFarlane
- Laura Walker : Mlle McFarlane
- Madame d'Esterre : Mme Hudson